# Centuriarus
Centuriarus is een geslacht van rechtvleugeligen uit de familie krekels (Gryllidae). De wetenschappelijke naam van dit geslacht is voor het eerst geldig gepubliceerd in 2011 door Robillard.

## Soorten
Het geslacht Centuriarus  is monotypisch en omvat slechts de volgende soort:
- Centuriarus centurio (Brunner von Wattenwyl, 1898)